# Dipalmitoilfosfatidilcolina
La dipalmitoilfosfatidilcolina, sovint abreujat com a DPPC, és un compost de naturalesa lipídica que forma part del grup dels glicerofosfolípids, concretament, en el conjunt de les fosfatidilcolines.
Abunda a la membrana de les cèl·lules i té un paper fonamental en la fisiologia pulmonar, ja que és el component principal del surfactant pulmonar.

## Estructura

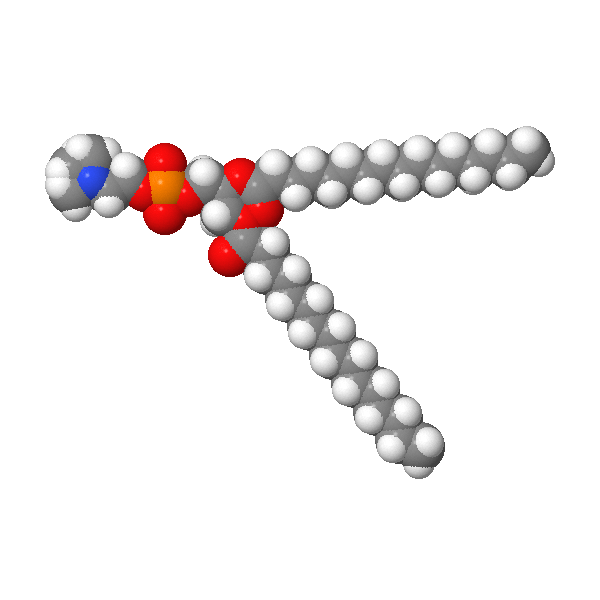
Figura 1: Estructura química del dipalmitoilfosfatidilcolina (DPPC). Esferes; blaves: grup amino, vermelles: grup hidroxil, taronges: grup fosfat, grises: carboni i blanques: hidrogen.

L'estructura de la dipalmitoilfosfatidilcolina (DPPC) consisteix en dues parts principals: un grup fosfatidil i un grup colina.
El grup fosfatidil consisteix en un glicerol, què es troba unit a dos àcids grassos i un grup fosfat. En el cas de la dipalmitoilfosfatidilcolina (DPPC), els dos àcids grassos són d’àcid palmític i es troben esterificats en els carbonis en posició 1 i 2 de la molècula de glicerol.
Quant al grup colina, es tracta d’un grup quaternari d’amoni, que inclou un nitrogen carregat positivament. Aquesta es troba unida al grup fosfatidil pel carboni en posició C3.
Els dos àcids grassos són d’àcid palmític, són un àcid gras saturat de cadena llarga, això explica que la dipalmitoilfosfatidilcolina (DPPC) es trobi formant part de les molècules saturades presents en les membranes cel·lulars.

## Característiques
L'estructura química de la dipalmitoilfosfatidilcolina (DPPC) determina les seves característiques bioquímiques, aquestes són:
1. Naturalesa amfipàtica. Al ser un fosfolípid, el dipalmitoilfosfatidilcolina (DPPC) té un comportament amfipàtic, és a dir, presenta una regió hidrofílica (el cap de la fosfatidilcolina) i una regió hidrofílica (les cues d'àcid palmitat). Aquesta naturalesa amfipàtica permet al dipalmitoilfosfatidilcolina (DPPC) formar de manera espontània micel·les, monocapes i bicapes lipídiques quan es troben en dissolvents polars.[3]
2. Punt de fusió elevat. El dipalmitoilfosfatidilcolina (DPPC) té un punt de fusió elevat degut a la saturació dels seus àcids grassos de palmitat. Els enllaços senzills dels àcids grassos saturats de palmitat fan que adoptin una disposició relativament lineal, per la qual cosa aquest tipus d'àcids grassos es pot empaquetar degut a la formació d'enllaços de Van der Waals entre els àtoms de la cadena veïna, fent que a temperatura ambient siguin sòlids. En concret, el punto de fusió del dipalmitoilfosfatidilcolina (DPPC) està al voltant de 41,3 °C. Degut això, a temperatura efectiva del cos humà (37 °C) el fosfolípid es troba en fase gel/sòlida.[4]
3. Estabilitat. Les molècules de dipalmitoilfosfatidilcolina (DPPC), a causa de les cues d'àcid gras saturat, tendeixen a empaquetar-se juntes de manera força ajustada. Això confereix al dipalmitoilfosfatidilcolina (DPPC) una resistència més gran a l'oxidació en comparació amb fosfolípids que contenen àcids grassos insaturats.[5]
4. Propietat tensioactiva. Qualsevol fosfolípid en aigua forma espontàniament una monocapa en la interfase aire/aigua. El desplaçament de les molècules d'aigua en la interfase de la monocapa comporta una disminució de la tensió superficial. A més, específicament la dipalmitoilfosfatidilcolina (DPPC), al tenir una estructura formada per àcids grassos saturats, pot formar estructures més estables que li permeten suportar tensions superficials més baixes. Això és pel fet que la seva monocapa es pot comprimir molt i, per tant, pot expulsar més molècules d'aigua en la interfase (reduint la tensió superficial). No obstant això, per construir la monocapa, cal que els fosfolípids accedeixin a la interfase. Per a això, és necessari que la dipalmitoilfosfatidilcolina (DPPC) es trobi en estat líquid perquè sigui més eficaç. La dipalmitoilfosfatidilcolina (DPPC) té una temperatura de transició de 41 °C, per tant, a temperatures inferiors es troba en estat gel (sent menys eficaç). És per això que alguns cops es fusiona amb fosfolípids de cadenes insaturades, ja que aquests tenen una temperatura de fase més baixa i, com a resultat, la dipalmitoilfosfatidilcolina (DPPC) pot construir la monocapa a temperatures inferiors.[6][7]

## Biosíntesi
La dipalmitoildifosfatidilcolina (DPPC) pot ser sintetitzada per diferents vies. Una d'elles és la síntesi de novo a través de la via CDP-fosfocolina, que consisteix en la transformació de la citidina difosfat-colina (CDP-colina) en fosfaditilcolina gràcies a l'enzim colina fosfat citidiltransferasa. Tanmateix, altres enzims com la colina quinasa, la fosfatidatofosfatasa i la glicerol-3-fosfat, podrien desenvolupar una funció reguladora de l'anterior ruta metabòlica en determinades condicions.

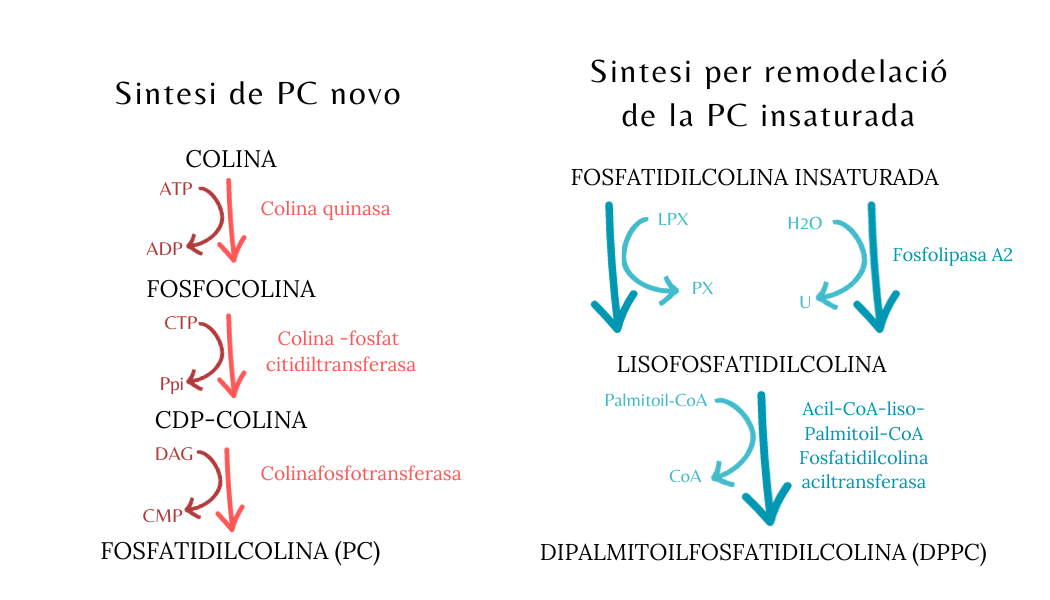
Figura 2: Esquema de les rutes metabòliques de la síntesi de la dipalmitoilfosfatidilcolina (DPPC). LPX: lisofosfolípid PX: fosfolípid

D'altra banda, la síntesi del dipalmitoildifosfatidilcolina (DPPC) es pot realitzar mitjans la desacilació i reacilació. Aquest mecanisme es basa en l'intercanvi de grups palmitoil de la fosfatidilcolina instaurada per cadenes acil insaturades, provinents d'altres diacilfosfatidilcolines relacionades. En conseqüència de l'eliminació d'aquestes cadenes d'acil d'aquestes molècules relacionades es produeix lisofosfatidicolina. Finalment, per l'acció de la lisofosfatidilcolina aciltransferasa es realitza una reacilació de la lisofosfatidilcolina utilitzant palmitoil-CoA per formar dipalmitoildifosfatidilcolina (DPPC).

## Regulació
La regulació de la dipalmitoilfosfatidilcolina (DPPC) es porta a terme principalment a través d'enzims específics que participen en el seu metabolisme (reaccions de catabolisme i anabolisme). Dos enzims claus en aquesta regulació són la fosforilcolina-citidiltransferasa (CCT) i la fosfolipasa A2. La CCT és responsable de catalitzar la reacció d'esterificació que converteix la fosfatidilcolina en dipalmitoilfosfatidilcolina (DPPC). L'activitat de la CCT pot veure's influenciada per factors com la concentració de substrats en les membranes cel·lulars. I la fosfolipasa A2 intervé en la degradació de fosfolípids, incloent-hi la dipalmitoilfosfatidilcolina (DPPC), alliberant àcids grassos lliures i lisofosfolípids. La seva activitat pot ser regulada per senyals intracel·lulars i agents inflamatoris.
Un altre tipus de regulació és la regulació hormonal, la qual també té un paper important en la síntesi i d'agradacions de la dipalmitoilfosfatidilcolina (DPPC). Per exemple, els glucocorticoides, com el cortisol, poden influir en l'expressió gènica i l'activitat dels enzims relacionades amb la síntesi del dipalmitoilfosfatidilcolina (DPPC). A més, certes hormones com el factor estimulant de colònies de granulòcits i macròfags també poden regular la producció del dipalmitoilfosfatidilcolina (DPPC) en teixits específics.

## Funcions
La dipalmtitoilfosfatidilcolina (DPPC) porta a terme diverses funcions fonamentals en el cos humà, tenint un paper primordial en els pulmons i les membranes cel·lulars. La seva importància radica en la seva capacitat de reduir la tensió superficial i mantenir les vies respiratòries obertes, què és crucial per a la vida.

#### Regulació de la tensió superficial pulmonar
Aquesta biomolècula té una funció primordial com a surfactant pulmonar en els alvèols pulmonars, petites estructures on es porta a terme l’intercanvi de gasos. La seva funció es troba complementada per la presència de la resta de lípids i proteïnes associats, i és crucial per mantenir l’elasticitat pulmonar i prevenir malalties pulmonars.
L’estructura característica de la dipalmitoilfosfatidilcolina (DPPC) li confereix a aquesta molècula la capacitat d’orientar-se a les interfícies aire-aigua, formant una capa superficial en els alvèols que disminueix la tensió superficial. D’aquesta manera, la dipalmitoilfosfatidilcolina (DPPC) evita que aquestes estructures col·lapsin durant la fase expiratòria de la respiració, i facilita l’expansió pulmonar durant la inspiració.

#### Estructurals
Juntament amb la resta de fosfatidilcolines, és un dels components més abundants de les bicapes lipídiques que conformen les membranes cel·lulars dels éssers vius i que tenen un paper crucial en el manteniment de la integritat i fluïdesa de les membranes cel·lular.
Gràcies a la seva naturalesa amfipàtica, quan el dipalmitoilfosfatidilcolina (DPPC) es troba en un entorn aquós, tendeix a organitzar-se formant bicapes lipídiques, amb les cues hidrofòbiques orientades a la cara luminal i els caps hidrofílics a la cara externa.
Es tracta d’una barrera amb permeabilitat selectiva que regula les entrades i sortides de substàncies a la cèl·lula i permet un correcte funcionament d’aquesta. Aquesta impermeabilitat que confereix la dipalmitoilfosfatidilcolina (DPPC), juntament amb altres components de la membrana, incrementa amb la temperatura, el què suposa una avantatge metabòlica per a moltes cèl·lules.

#### Transport de lípids
Així com altres fosfolípids, la dipalmitoilfosfatidilcolina (DPPC) participa en el transport de lípids dins l’organisme. Aquesta molècula s'uneix a les lipoproteïnes que transporten lípids en sang, com el colesterol, i que contenen fosfolípids a la capa externa, com per exemple, la fosfatidilcolina.
A més, degut a la seva nautralesa fosfolipídica, permeten la formació de vesícules, que son petites esferes de membrana que poden transportar proteïnes, lípids i altres molècules dins de les cèl·lules.
Altrament, els elements que obtenim de la degradació de la dipalmitoilfosfatidilcolina (DPPC), tenen un paper fonamental en diversos processos metabòlics:
- El glicerol 3-fosfat que obtenim del trencament dels enllaços èster i fosfodièster que uneixen les cadenes d’àcids grassos i el residu de colina, pot utilitzar-se com a material de partida per a la síntesi d'altres lípids que porten a terme un paper important en els processos de senyalització intracel·lular.
- El fragment de colina present a la regió polar d’aquesta molècula de fosfolípid és un component essencial per a la síntesi d'altres fosfolípids, que són fonamentals per a la formació de les membranes cel·lulars.
- La colina també és aprofitada pel metabolisme com a precursora per a la producció del neurotransmissor acetilcolina i com a font de grups metil reactius.
- Les dues cadenes d’àcid palmític poden ser aprofitades en el procés de β-oxidació d’àcids grassos per generar una gran quantitat d’energia o per la síntesi de nous lípids.[16]

## Usos i malalties relacionades
La formació de liposomes i bicapes lipídiques, afavoreix l’ús de la dipalmitoilfosfatidilcolina (DPPC) per l’elaboració de determinats fàrmacs, com per exemple, els tensioactius sintètics. Sovint, és combinada amb altres lípids.
Aquests fàrmacs són empleats pel tractament de diverses síndromes d’estrés respiratori, tant en nadons com en adults, que es caracteritzen per una insuficiència en els nivells de dipalmitoilfosfatidilcolina (DPPC). Entre alguns d’aquestes síndromes hi trobem:
1. Malaltia de Membrana Hialina (EMH) o síndrome de dificultat respiratòria del nounat (SDR): present en nounats prematurs que no han produït els nivells de surfactant necessaris per a un funcionament òptim de la funció respiratòria.[19]
2. Síndrome de dificultat respiratòria de l’adult (SDRA): Els pacients de SDRA, són propensos a infeccions pulmonars, reaccions inflamatòries… que poden afectar el metabolisme de la dipalmitoilfosfatidilcolina (DPPC). Davant d’una alteració d’aquesta molècula, la capacitat pulmonar per produir surfactant, es veu compromesa. En conseqüència, el pacient presentarà un quadre clínic amb dificultat respiratòria (hipoxèmia).[20]